# Синтія Фаньоф
Си́нтія Фаньо́ф (Cynthia Phaneuf; *16 січня 1988, Контрекьор, Квебек, Канада) — канадська фігуристка, що виступає у жіночому одиночному фігурному катанні. Чемпіонка Канади 2004 року, учасниця найпрестижніших міжнародних змагань з фігурного катання (найвищі досягнення — срібна призерка Чемпіонату Чотирьох  континентів з фігурного катання 2004 року, на світових першостях — 15-е місце ЧС-2009).

## Кар'єра

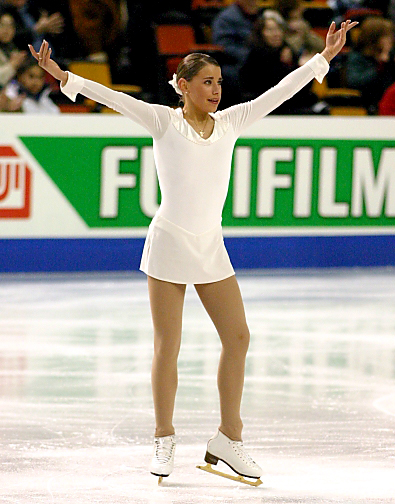
Синтія Фаньоф на Чемпіонаті Чотирьох Континентів з фігурного катання 2004 року

Синтія Фаньоф почала кататися на ковзанах у 4-річному віці.
У 2004 році фігуристка виграла Чемпіонат Канади з фігурного катання, і це був її другий «дорослий» національний чемпіонат, у якому вона взяла участь. Того ж року Фаньоф завоювала срібну медаль свого дебютного Чемпіонату Чотирьох Континентів з фігурного катання, і це на першому в своїй кар'єрі міжнародному змаганні дорослого рівня. Проте на світову першість у тому ж 2004 році спортсменка не поїхала, пославшись на брак досвіду. На тогорічному Чемпіонаті світу з фігурного катання серед юніорів Фаньоф стала лише 10-ю. 
Національна Федерація Канади з фігурного катання покладала на Фаньоф великі сподівання, однак, увесь сезон 2005/2006 Синтія пропустила через травму коліна.
У наступні сезони через не вельми вдалі виступи на національних Чемпіонатах Канади з фігурного катання (4-а у 2007 і 3-я у 2008 роках) Синтія Фаньоф відбиралася лише на Чемпіонати Чотирьох Континентів, де ставала, відповідно 15-ю і 7-ю.
У сезоні 2008/2009 Синтія Фаньоф не лише взяла участь у 2 етапах серії Гран-Прі (8-а на «Skate Canada»-2008 і 7-а на «NHK Trophy»-2008), а й виграла срібло Чемпіонату Канади з фігурного катання, поступившись вічній конкурентці і багаторічному лідеру жіночої збірної Канади з фігурного катання Джоанні Рошетт, таким чином відібравшись на головні старти сезону — на Чемпіонаті Чотирьох Континентів з фігурного катання 2009 року вона стала 5-ю, а на Чемпіонаті світу з фігурного катання 2009 року — 15-ю, що разом зі «сріблом» Джоанні Рошетт забезпечило не тільки 2 путівки на наступну світову першість, а й 2 олімпійські ліцензії на XXI Зимову Олімпіаду (Ванкувер, 2010).

## Спортивні досягнення

### після 2004 року
| Змагання/Сезони                                     | 2004/2005 | 2005/2006 | 2006/2007 | 2007/2008 | 2008/2009 | 2009/2010 |
| --------------------------------------------------- | --------- | --------- | --------- | --------- | --------- | --------- |
| Зимові Олімпійські ігри                             |           |           |           |           |           |           |
| Чемпіонати світу з фігурного катання                | 20        |           |           |           | 15        |           |
| Чемпіонати Чотирьох Континентів з фігурного катання |           |           | 15        | 7         | 5         |           |
| Чемпіонати Канади з фігурного катання               | 2         |           | 4         | 3         | 2         |           |
| Фінали Гран-Прі                                     | 6         |           |           |           |           |           |
| Етапи Гран-Прі: «Skate Canada»                      | 1         |           |           | 10        | 8         |           |
| Етапи Гран-Прі: «NHK Trophy»                        |           |           |           |           | 7         |           |
| Етапи Гран-Прі: «Skate America»                     | 2         |           |           |           |           |           |
| Турніри «Nebelhorn Trophy»                          | 4         |           |           |           |           |           |

### до 2004 року
| Змагання / Сезони                                   | 2000/2001 | 2001/2002 | 2002/2003 | 2003/2004 |
| --------------------------------------------------- | --------- | --------- | --------- | --------- |
| Чемпіонати Чотирьох Континентів з фігурного катання |           |           |           | 2         |
| Чемпіонати світу з фігурного катання серед юніорів  |           |           |           | 10        |
| Чемпіонати Канади з фігурного катання               | 6N.       | 2J.       | 7         | 1         |
| Фінали юніорського Гран-Прі                         |           | 7         |           |           |
| Етапи юніорського Гран-Прі, Японія                  |           | 5         |           | 5         |
| Етапи юніорського Гран-Прі, Болгарія                |           |           |           | 3         |
| Етапи юніорського Гран-Прі, Канада                  |           |           | 3         |           |
| Етапи юніорського Гран-Прі, Німеччина               |           |           | 6         |           |
| Етапи юніорського Гран-Прі, Нідерланди              |           | 1         |           |           |
| Турнір «Mladost Trophy»                             |           |           | 1J.       |           |

- N = дитячий рівень; J = юніорський рівень